# Rhitymna deelemanae
Rhitymna deelemanae is een spinnensoort in de taxonomische indeling van de jachtkrabspinnen (Sparassidae).
Het dier behoort tot het geslacht Rhitymna. De wetenschappelijke naam van de soort werd voor het eerst geldig gepubliceerd in 2003 door Peter Jäger.